# 1964 en philosophie
Chronologie de la philosophie
- 1960
- 1961
- 1962
- 1963
- 1964
- 1965
- 1966
- 1967
- 1968

L’année 1964 a été marquée, en philosophie, par les événements suivants :

## Publications

### Rééditions
- Blaise Pascal :  Œuvres complètes, éd. Jean Mesnard, Paris, Desclée de Brouwer, 1964-1992, qui contient tous les textes qui intéressent la vie ou l’œuvre de Pascal (y compris des actes notariés, etc.). Mais seuls 4 des 7 volumes ont paru (et Jean Mesnard est décédé en 2016) et ils ne contiennent ni Les Provinciales ni les Pensées.

## Décès
- 23 avril : Karl Polanyi, économiste et philosophe hongrois, né en 1886.